# Дом-музей Д. П. Багаева
Дом-музей Д. П. Багаева — мемориальный дом-музей, посвященный жизни и деятельности фотографа, краеведа Павлодарского Прииртышья, основателя и первого директора Павлодарского областного краеведческого музея Дмитрия Поликарповича Багаева (1884—1958). Является филиалом Павлодарского областного историко-краеведческого музея имени Г. Н. Потанина.

## О здании
Здание музея — памятник истории и архитектуры мещанского быта конца XIX века. В этом доме Дмитрий Багаев жил и работал с начала своей творческой деятельности в 1905 году до своей смерти в 1958 году. Дом состоит из трёх комнат, в начале XX века Багаев пристроил к нему фотопавильон со стеклянным потолком и стеклянной северной стеной. Именно здесь в 1905 году был открыт первый в Павлодаре фотосалон.

## О музее
Открыт 30 января 2001 года. Первым директором музея (2001—2013) стала Луиза Владимировна Артамонова.
Объемно-планировочное решение музея включает в себя дом, уникальный фотопавильон с естественным светом и заповедную усадьбу. Экспозиция музея размещается в трёх комнатах дома и уникальном фотопавильоне, отреставрированном в 2001 году.
В рабочем кабинете воспроизводится обстановка того времени, когда Дмитрий Багаев писал статьи по истории Павлодара и отбирал фотографии для очередной выставки уже в качестве директора Павлодарского областного краеведческого музея: письменный стол, венские стулья, трофейная портативная печатная машинка «RHENMETALL BORSIG». Здесь же мягкое кресло, стоявшее ранее в фотосалоне и запечатлённое на многих фотопортретах жителей и гостей города.
Экспозиция фотопавильона воспроизводит фотоателье начала XX века, где, благодаря панно «Летняя терраса» и «Зимний пейзаж» во всю стену, а также кресла из красного дерева в стиле модерн, посетитель может погрузиться в атмосферу того времени. Главный экспонат фотопавильона — уникальная фотокамера австрийской фирмы «FOIGTLENDER & SOHN» 1907 года, приобретённая мастером в Москве в 1928 году. Здесь же представлена коллекция фотоаппаратов Владимира Новикова, по которым можно проследить развитие фотодела в Павлодаре.
Наряду с популяризацией наследия Дмитрия Багаева изучается творчество современных фотографов — его последователей. Неотъемлемой частью музейной деятельности является налаживание культурных связей с другими музеями и сотрудничество с современными фотографами. Для всех желающих научиться фотографии при музее работает фотокружок «Юный краевед».
Ежегодно в день рождения и в день памяти Багаева в музее организуются «Багаевские чтения» и встречи фотографов Павлодара.